# Operace Danny

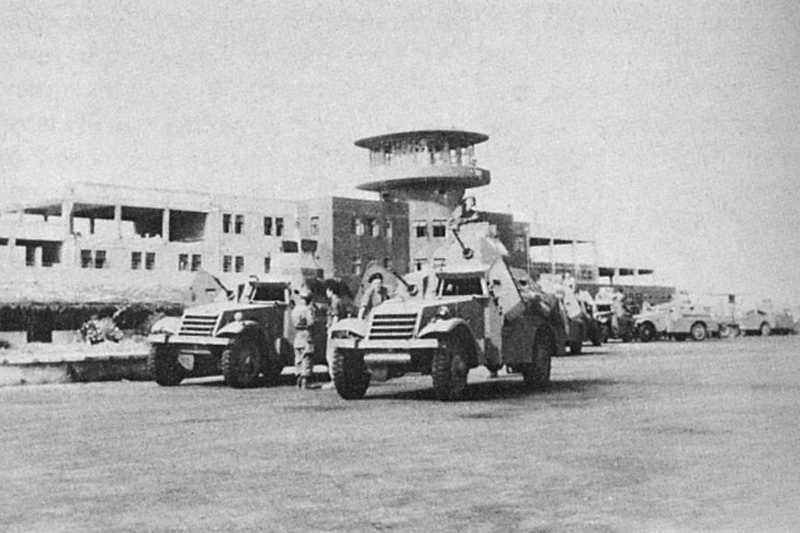
Strategicky významné letiště v Lyddě po dobytí izraelskou armádou v červenci 1948

Operace Danny (hebrejsky: מבצע דני, Mivca Dani) byla izraelská vojenská ofenziva zahájená na konci prvního příměří první arabsko-izraelské války. Jejím cílem bylo dobytí území východně od Tel Avivu, postup směrem do vnitrozemí a ulehčení židovskému obyvatelstvu a vojákům v obleženém Jeruzalémě. Hlavními protivníky Izraelských obranných sil (IOS) byla Arabská legie a palestinští dobrovolníci, kteří nebyli členy arabských armád. Operace byla zahájena 9. července 1948 na konci prvního příměří a trvala až do 19. července. Byla pojmenována po veliteli konvoje 35 Danny Massovi. Velitelem operace byl Jigal Alon a jeho zástupcem byl Jicchak Rabin.
V první fázi operace měla být dobyta města Lydda (Lod) a Ramla, nacházející se jihovýchodně od Tel Avivu na cestě do Jeruzaléma. Ramla byla jednou z hlavních překážek blokujících židovskou dopravu. V druhé fázi operace měla být dobyta pevnost Latrun a mělo dojít k průlomu u Ramalláhu. Celou operaci provedly pod vedením Palmach brigády Jiftach, Harel, 8. obrněná brigáda a dva pluky brigád Kirjati a Alexandroni.
První fáze operace byla úspěšná. Došlo při ní k dobytí obou zmíněných měst, mezinárodního letiště v Lyddě a strategicky významné železniční tratě. Dobytí Ramly a Lyddy způsobilo exodus místních obyvatel a pouhé dva dny poté zůstalo z původních 50 až 70 tisíc obyvatel těchto dvou měst pouze několik stovek. Podčástí Operace Danny byla Operace Betek, při níž bylo dobyto místo nynějšího města Roš ha-Ajin a nedaleká výšina Migdal Afek.
Druhá fáze operace selhala po několika neúspěšných útocích na pozice Arabské legie v pevnosti Latrun a následné hrozbě ze strany Organizace spojených národů a vyjednaného příměří.